# Yorleys Mena
Yorleys Mena Palacios (Apartadó, 20 luglio 1991) è un calciatore colombiano, attaccante dell'Alianza Univ..

## Carriera
Ha giocato nella massima serie dei campionati colombiano, messicano, peruviano ed emiratino.